# Trzęsienie ziemi w Junnanie (2009)
Trzęsienie ziemi w Junnanie – trzęsienie ziemi, które nawiedziło prowincję Junnan w Chinach o godzinie 19:19:27 (lokalnego czasu), dnia 9 lipca 2009. Trzęsienie osiągnęło 5,7 stopni w skali Richtera.
Epicentrum wstrząsów zlokalizowane było w Guantun, 200 km od stolicy prowincji Kunming i 98 km na północny wschód od Dali. Odnotowano 8 wstrząsów wtórnych. 10 lipca odnotowano wstrząs wtórny o sile 5 stopni w skali Richtera.
W wyniku trzęsienia ziemi zginęła co najmniej 1 osoba, 300 zostało rannych, a 50 osób doznało poważniejszych obrażeń. Zniszczonych zostało 10 tys. domów, a kolejne 30 tys. zostało uszkodzonych.